# Sonata para violín n.º 35 (Mozart)

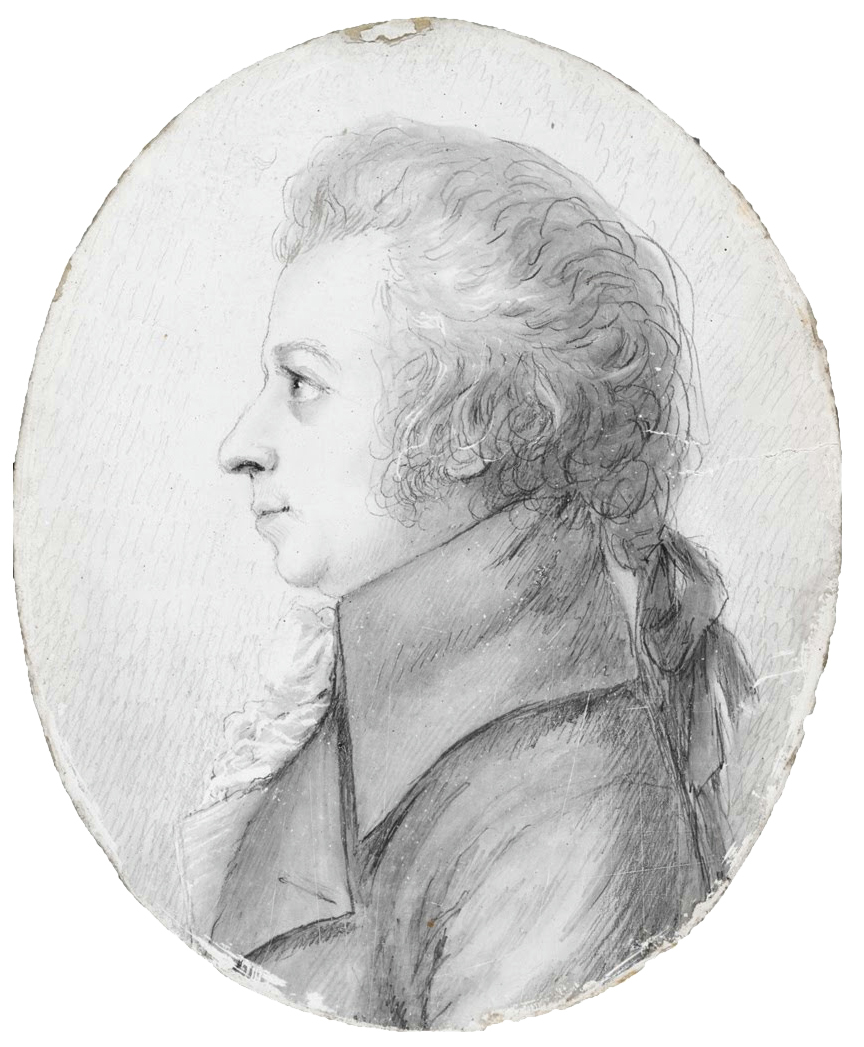
Imagen de Wolfgang Amadeus Mozart.

La Sonata para violín n.º 35 en la mayor, K. 526, fue escrita en Viena en 1787 por Wolfgang Amadeus Mozart, e introducida en su catálogo personal el día 24 de agosto. Está ubicada en el catálogo Köchel entre la serenata para cuerda Eine kleine Nachtmusik (KV 525) y la ópera Don Giovanni (KV 527).
Se trata de la última de las sonatas sustanciales para violín de Mozart, aunque escribió otra sonata más para este instrumento, la n.º 36, KV 547, de 1788, la cual es más una sonatina. Muchos especialistas, entre ellos Alfred Einstein, consideran que la obra es parte de su última serie de tres grandes sonatas para violín, que comienza con la Sonata Strinasacchi en si bemol mayor, KV 454, de 1784 (año en que escribió sus seis grandes conciertos para piano números 14-19 y el Quinteto de viento con piano), y continúa con la Sonata para violín n.º 33 en mi bemol mayor, de diciembre de 1785. 

## Estructura
La obra consta de tres movimientos:
1. Molto allegro
2. Andante, en re mayor
3. Presto

El primer movimiento está compuesto en forma sonata, en compás de 6/8, con contribuciones divididas más equitativamente entre los dos instrumentos que en sus primeras sonatas. El tiempo presenta un exposición que se divide en sus dos grupos tonales (la mayor y mi mayor), y una compacta pero bien aprovechada sección de desarrollo.
El segundo tiempo tiene, para ser una forma sonata lenta del periodo clásico, un desarrollo extenso. El pasaje ubicado justo antes de la recapitulación lleva a una secuencia de cambios enarmónicos, que suponen modulaciones muy lejanas. El último movimiento es un rondó con una sección central particularmente agitada.